# Nevio Sutorio Macrón
Quinto Nevio Cordo Sutorio Macrón (21 a. C. - 38 d. C.), a menudo abreviado como Nevio Sutorio Macrón, o simplemente Macrón (Quintus Naevius Cordus Sutorius Macro), fue prefecto del Pretorio desde 31 hasta su muerte en 38.

## Juventud
Macrón nació en 21 a. C. en Alba Fucens, una pequeña población romana situada a los pies del Monte Velino, justo al norte de la Vía Valeria. Se han hallado inscripciones en las ruinas que revelan que antes de convertirse en Prefecto del Pretorio, Macrón sirvió como prefecto de vigiles. Sin embargo, la fecha de estos nombramientos y su duración se desconocen.

## Prefecto del Pretorio

### Reinado de Tiberio

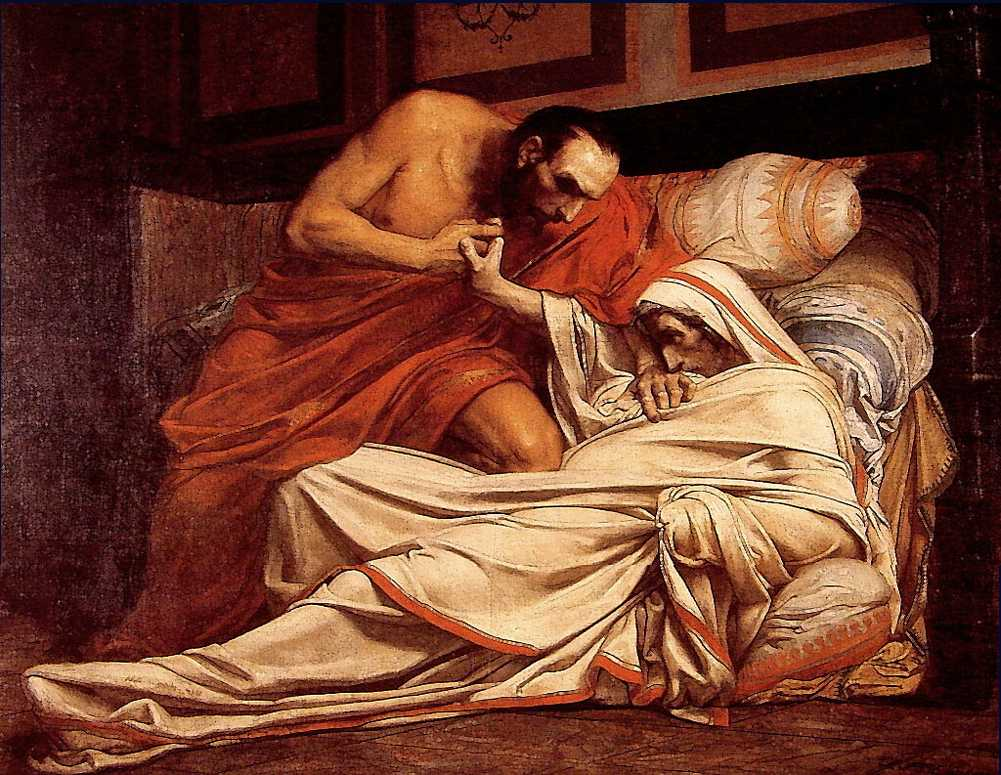
La muerte de Tiberio por Jean-Paul Laurens, describe el asesinato del emperador por órdenes de Macrón.

Macrón accedió al cargo de Prefecto del Pretorio como un nombramiento personal del emperador romano Tiberio tras la detención y ejecución de su predecesor Sejano. Según relatan diversas fuentes antiguas, Macrón tomó parte activa en la purga política dirigida contra la familia y posesiones de Sejano.
Se ha afirmado que Macrón asesinó al viejo y enfermo Tiberio para asegurar la sucesión de Calígula. Durante los últimos años del reinado de Tiberio, Macrón ostentó considerable influencia dentro de palacio, y pensó que podría llevar a cabo sus ambiciones a través del joven príncipe Cayo Calígula. Suetonio asegura que él ganó el favor imperial al permitir que su esposa, llamada Eunia (o Ennia) fuera la amante de Calígula en 34.

### Reinado de Calígula
Tras el ascenso de Calígula al trono en 37, Macrón se convirtió en uno de los confidentes privados del emperador como recompensa a sus servicios en el pasado, pero Calígula era consciente de la potencial amenaza que suponía para él. Según algunas fuentes, se le prometió el gobierno de Egipto y tras llegar a Ostia, mientras se preparaba para embarcar, él y su esposa fueron detenidos y se le despojó de su cargo en el año 38. Ambos se suicidaron poco después. 
Fue sustituido en la prefectura del pretorio por Marco Arrecino Clemente y Lucio Arruncio Estela.

## Macrón en la cultura popular
Macrón ha sido interpretado por John Rhys-Davies en 1976, en la adaptación de la BBC de la novela de Robert Graves Yo, Claudio, y por Guido Mannari en Calígula.